# Уездный съезд
Уездный съезд — одно из установлений по крестьянским делам Российской империи; административно-судебное учреждение, вышестоящее по отношению к земским начальникам и городским судьям.

## Место уездного съезда в системе государственной власти
Уездный съезд был средним звеном системы судебно-административных установлений (волостные суды, земские начальники и городские судьи, уездные съезды, губернские присутствия), все части которой (кроме городских судей) именовались «установлениями, заведующими крестьянскими делами».
Эта система не пересекалась с системой судов общей юрисдикции (мировые судьи, съезды мировых судей, окружные суды, судебные палаты, сенат), все решения, принятые судебно-административными установлениями, не могли быть обжалованы в судах общей юрисдикции.
Уездные съезды, как и все остальные учреждения данной системы (кроме волостных судов и городских судей), были одновременно и распорядительными, и судебными органами. Они принимали жалобы на судебные решения волостных судов (через земских начальников), на судебные решения и распорядительные действия земских начальников, на судебные решения городских судей. Жалобы на действия уездных съездов могли быть поданы в следующую инстанцию — губернское присутствие.
Уездные съезды были учреждены «Положением об установлениях, заведывающих крестьянскими делами» 1889 года. Съезды заменили собой ранее существовавшие уездные по крестьянским делам присутствия, административные учреждения без судебной власти. Съездам была передана часть судебных полномочий от продолжавших действовать съездов мировых судей, так же как земским начальникам и городским судьям была передана часть полномочий от мировых судей.

## Устройство уездного съезда
Уездные съезды образовывались в уездах, в которых было введено «Положение о земских участковых начальниках» 1889 года.
Съезд делился на два присутствия: судебное и административное. Все члены обоих присутствий включались в них по должности. Съезд имел секретаря и небольшую канцелярию.
Административное присутствие съезда, под председательством уездного предводителя дворянства, состояло из всех земских начальников, исправника, председателя уездной земской управы и податных инспекторов, участки которых попадали на сельскую местность уезда.
Судебное присутствие съезда, под председательством уездного предводителя дворянства, состояли из уездного члена окружного суда, всех земских начальников, городских судей, почетных мировых судей уезда. В судебном присутствии принимал участие товарищ прокурора окружного суда (без права голоса), который по просьбе присутствия мог давать свои заключения по делам.
Съезды, как правило, собирались один раз в месяц.

## Полномочия уездного съезда
По делам административным уездные съезды имели следующие полномочия:
- Обязательное утверждение приговоров волостных сходов о взимании и хранении сборов с крестьян, о порядке денежной отчетности волостей, о слиянии сельских обществ.
- Рассмотрение приговоров сельских сходов о расходовании мирских капиталов, если они опротестованы земским начальником.
- Увольнение от службы и предание суду должностных лиц сельского и волостного управлений.
- Рассмотрение жалоб на действия земских начальников в пределах их административных полномочий (за исключением самых маловажных действий, обжалование которых не предусматривалось).
- Рассмотрение отчетов земских начальников.
- Утверждение приговоров сельских сходов и земских начальников о выделении участков общинной земли в личную собственность крестьян (с 1906 года, в рамках комплекса мероприятий аграрной реформы).

По делам судебным уездные съезды имели следующие полномочия:
- Пересмотр решений волостных судов (жалобы подавались через земских начальников, которые могли утвердить решение волостного суда своей властью).
- Рассмотрение жалоб на решения, вынесенные земскими начальниками (действующими как судебная инстанция) и городскими судьями.